# Espinal (Veracruz)
Espinal es una localidad del estado mexicano de Veracruz. Es cabecera del municipio de Espinal.

## Demografía
| Censo | Población |
| ----- | --------- |
| 1900  | 735       |
| 1910  | 638       |
| 1921  | 884       |
| 1930  | 815       |
| 1940  | 971       |
| 1950  | 1367      |
| 1960  | 1642      |
| 1970  | 2167      |
| 1980  | 2547      |
| 1990  | 2684      |
| 1995  | 2752      |
| 2000  | 2722      |
| 2005  | 2646      |
| 2010  | 2676      |
| 2020  | 3066      |